# Jungfernheide (Naturschutzgebiet)

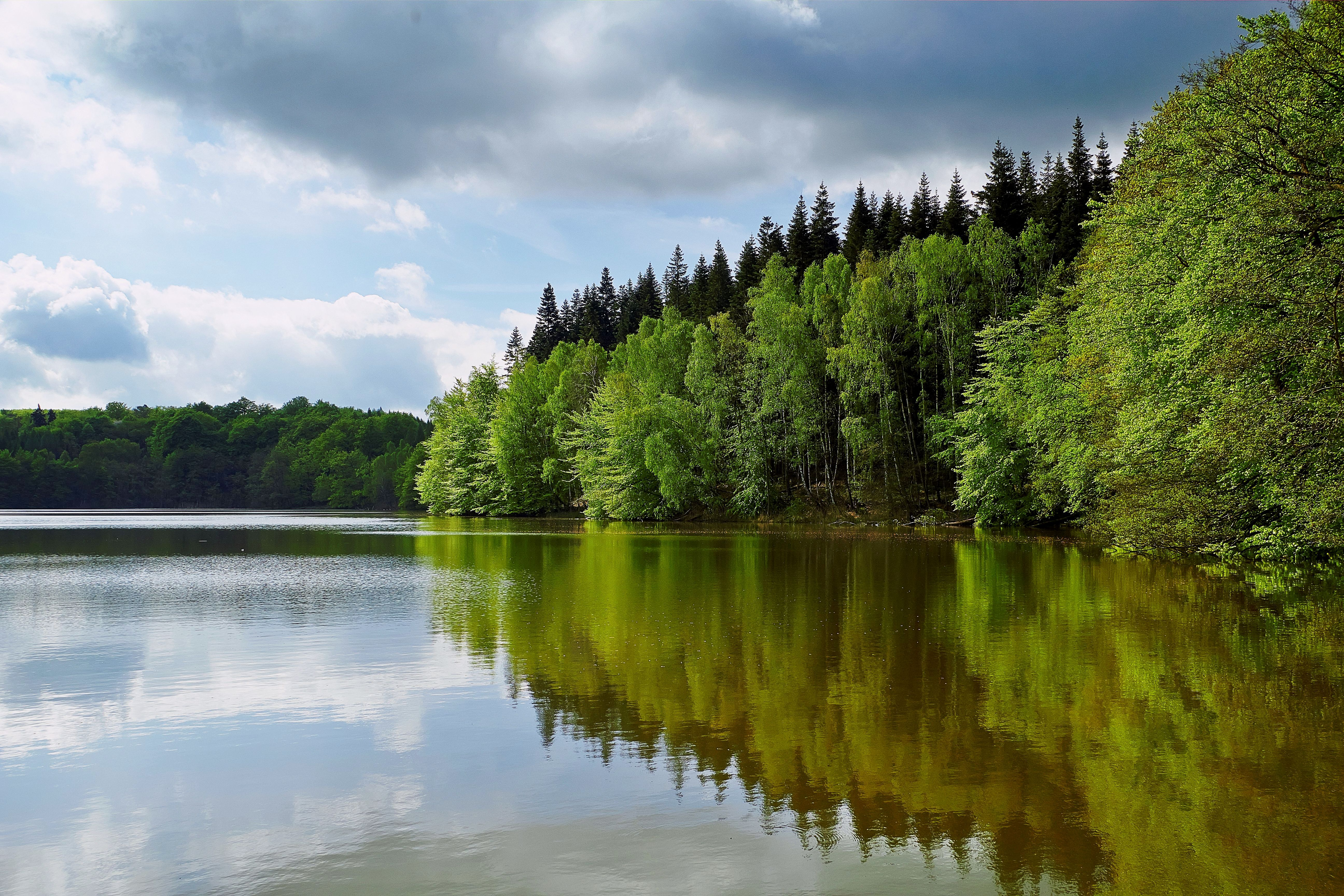
Blick auf den Krienkowsee

Das Naturschutzgebiet Jungfernheide liegt auf dem Gebiet des Landkreises Uckermark in Brandenburg.
Das 1732,12 ha große Naturschutzgebiet, das mit Verordnung vom 29. September 2009 unter Naturschutz gestellt wurde, erstreckt sich zwischen Boitzenburg im Nordosten und Warthe, einem Ortsteil der Gemeinde Boitzenburger Land, im Südwesten. Es umfasst u. a. diese Seen: Schumellensee, Krienkowsee, Haussee und Poviestsee.
Die Landesstraße L 15 führt im nordwestlichen Bereich durch das Naturschutzgebiet hindurch.